# V556 Возничего
V556 Возничего (лат. V556 Aurigae) — одиночная переменная звезда в созвездии Возничего на расстоянии (вычисленном из значения параллакса) приблизительно 1787 световых лет (около 548 парсеков) от Солнца. Видимая звёздная величина звезды — от +11m до +10,4m.

## Характеристики
V556 Возничего — красная пульсирующая полуправильная переменная звезда (SR) спектрального класса M. Эффективная температура — около 3298 K.